# Millennium Trophy
El Millennium Trophy (Trofeo del Milenio en español, Corn an Mhílaoise en gaélico irlandés) es un trofeo de rugby disputado anualmente por las selecciones de Irlanda e Inglaterra como parte del Torneo de las Seis Naciones. El trofeo se instituyó en 1988 como parte de las celebraciones del milenio en Dublín. El trofeo en sí tiene forma de casco vikingo.

## Ganadores del trofeo
- 1988: Inglaterra 21 Irlanda 10 (Lansdowne Road, Dublín)
- 1989: Inglaterra 16 Irlanda 3 (Lansdowne Road, Dublín)
- 1990: Inglaterra 23 Irlanda 0 (Twickenham, Londres)
- 1991: Inglaterra 16 Irlanda 7 (Lansdowne Road, Dublín)
- 1992: Inglaterra 38 Irlanda 9 (Twickenham, Londres)
- 1993: Irlanda 17 Inglaterra 3 (Lansdowne Road, Dublín)
- 1994: Irlanda 13 Inglaterra 12 (Twickenham, Londres)
- 1995: Inglaterra 20 Irlanda 8 (Lansdowne Road, Dublín)
- 1996: Inglaterra 28 Irlanda 15 (Twickenham, Londres)
- 1997: Inglaterra 46 Irlanda 6 (Lansdowne Road, Dublín)
- 1998: Inglaterra 35 Irlanda 17 (Twickenham, Londres)
- 1999: Inglaterra 27 Irlanda 15 (Lansdowne Road, Dublín)
- 2000: Inglaterra 50 Irlanda 18 (Twickenham, Londres)
- 2001: Irlanda 20 Inglaterra 14 (Lansdowne Road, Dublín)
- 2002: Inglaterra 45 Irlanda 11 (Twickenham, Londres)
- 2003: Inglaterra 42 Irlanda 6 (Lansdowne Road, Dublín)
- 2004: Irlanda 19 Inglaterra 13 (Twickenham, Londres)
- 2005: Irlanda 19 Inglaterra 13 (Lansdowne Road, Dublín)
- 2006: Irlanda 28 Inglaterra 24 (Twickenham, Londres)
- 2007: Irlanda 43 Inglaterra 13 (Croke Park, Dublín)
- 2008: Inglaterra 33 Irlanda 10 (Twickenham, Londres)
- 2009: Irlanda 14 Inglaterra 13 (Croke Park, Dublín)
- 2010: Irlanda 20 Inglaterra 16 (Twickenham, Londres)
- 2011: Irlanda 24 Inglaterra 8 (Estadio Aviva, Dublín)
- 2012: Inglaterra 30 Irlanda 9 (Twickenham, Londres)
- 2013: Inglaterra 12 Irlanda 6 (Estadio Aviva, Dublín)
- 2014: Inglaterra 13 Irlanda 10 (Twickenham, Londres)
- 2015: Irlanda 19 Inglaterra 9 (Estadio Aviva, Dublín)
- 2016: Inglaterra 21 Irlanda 10 (Twickenham, Londres)
- 2017: Irlanda 13 Inglaterra 9 (Estadio Aviva, Dublín)
- 2018: Irlanda 24 Inglaterra 15 (Twickenham, Londres)
- 2019: Inglaterra 32 Irlanda 20 (Estadio Aviva, Dublín)
- 2020: Inglaterra 24 Irlanda 12 (Twickenham, Londres)
- 2021: Irlanda 32 Inglaterra 18 (Estadio Aviva, Dublín)
- 2022: Irlanda 32 Inglaterra 15 (Twickenham, Londres)
- 2023: Irlanda 29 Inglaterra 16 (Estadio Aviva, Dublín)
- 2024: Inglaterra 23 Irlanda 22 (Twickenham, Londres)
- 2025: Irlanda 27 Inglaterra 22 (Estadio Aviva, Dublín)

## Palmarés
| Inglaterra | 21 Trofeos |
| Irlanda    | 17 Trofeos |

Nota: El trofeo 2025 es el último torneo considerado